# 马师恭
马师恭（1903年6月30日—1973年5月19日），别字子敬，陕西绥德扶风寨人。黄埔一期。曾任伞兵司令。

## 生平
1944年组建伞兵司令部（即中國陸軍總司令部陆军突击总队）。以江南湘、桂、宁战场为目标，用短期成功训练伞兵部队空降广东罗定南江口、湖南衡阳台元寺以及广西丹竹机场作战。1945年8月16日接替李汉萍继任伞兵司令。
抗战胜利后，率伞兵部队飞赴南京受降先遣部队。追随杜聿明的东北保安司令长官部，率傘兵一大隊的二、三、四中隊和傘兵二大隊的八、九、十中隊共6個隊分批空運東北，進駐沈陽北陵機場，编组为直属突击纵队任司令。1947年秋当选國民大會代表。1948年1月调任整编第88师师长，升任第七绥靖区副司令兼第八十八军中将军长。1948年9月22日铨叙少将。1948年秋兼任首都卫戍总司令部芜湖指挥所指挥官。1948年冬改为衢州绥靖公署皖南指挥所指挥官。渡江战役失败后，1949年任福建军官训练团中将副团长（团长侯镜如）。
1949年到台湾，1952年冬入“革命實踐研究院”受训，后任国防部中将参议、“光復大陸設計研究委員會”军事组召集人、“憲政研討委員會憲法草案”召集人和中国国民党“国民大会”代表党部委员等职。